# Charles du Plessis d'Argentré
Pour les articles homonymes, voir Famille du Plessis d'Argentré.
Charles du Plessis d'Argentré, évêque de Tulle, fils du doyen de la noblesse de Bretagne, naquit le 16 mai 1673 au château du Plessis, paroisse d'Argentré-du-Plessis, au diocèse de Rennes.

## Origine
Les du Plessis d'Argentré sont une famille d'ancienne noblesse bretonne, admise aux honneurs du Louvre en 1774, qui tire son origine et son nom de la terre du Plessis en Argentré-du-Plessis. Il est le fils d'Alexis du Plessis d'Argentré, qui naquit en 1645 dans la maison seigneuriale de la Lanfrière, chez Madelon du Tailly, proche parent de Jeanne de Biseul, sa mère.

## Biographie
Il est le filleul de Charles de La Trémoille. Il se distingua pendant sa licence, fut docteur de Sorbonne en 1700, abbé de l'abbaye Sainte-Croix de Guingamp en 1699, doyen de Saint-Tugal de Laval le 23 janvier 1702.
Vicaire général de Tréguier, il est aumônier du roi en 1709, et le premier à qui l'on conféra gratuitement cette charge, évêque de Tulle en 1723. Ce prélat faisait l'étude de la théologie, et y employait tous les moments que lui laissaient les fonctions de l'épiscopat.

## Publications
On a de lui : 
- Des notes latines sur l'Analyse de la Foi de Henry Holden, Paris, 1698.
- Apologie de l'amour qui nous fait désirer de posséder Dieu seul, par le motif de trouver notre bonheur dans sa connaissance et son amour, avec des remarques sur les maximes et les principes de M. de Fénelon, Amsterdam, 1698, in-8°.
- Traité de l'Église, Lyon, 1698, 2 vol. in-12.
- Elementa théologies, etc., Paris, 1702, in-4°, suivis, en 1705, d'un Appendice à cet ouvrage, pour s'expliquer sur quelques sentiments particuliers qu'on lui avait reprochés.
- Lexicon philosophicum, la Haye, 1706, in-4°.
- De propria ratione qua res supernaturales a rebus naturalibus dïfferunt, Paris, 1707, in-4°.
- Martini Grandini Opera, Paris, 1710, 6 vol. in-8°, où il inséra plusieurs de ses ouvrages.
- Collectio judiciorum de novis erroribus, 1725, 1753 et 1756, vol. in-fol. Ce recueil renferme un grand nombre de pièces importantes, curieuses, et dont la plupart n'avaient pas encore été imprimées.
- Remarques sur la traduction de l'Écriture sainte de Sacy, in-4°.
- Instruction pastorale sur la juridiction qui appartient à la hiérarchie de l'Église, 1731, in-4°.
- Dissertation pour expliquer en quel sens on peut dire qu'un jugement de l'Église qui condamne plusieurs propositions de quelque écrit dogmatique est une règle de foi, Tulle, 1735, in-12, supprimée par arrêt du conseil.
- Plusieurs livres de piété.

Ce prélat était sur le point de mettre sous presse : Theologia de divinis litteris expressa, lorsqu'il mourut dans son diocèse, le 27 septembre 1740.

## Source
- « Charles du Plessis d'Argentré », dans Louis-Gabriel Michaud, Biographie universelle ancienne et moderne : histoire par ordre alphabétique de la vie publique et privée de tous les hommes avec la collaboration de plus de 300 savants et littérateurs français ou étrangers, 2e édition, 1843-1865 [détail de l’édition]
- « Charles du Plessis d'Argentré », dans Alphonse-Victor Angot et Ferdinand Gaugain, Dictionnaire historique, topographique et biographique de la Mayenne, Laval, A. Goupil, 1900-1910 [détail des éditions] (BNF 34106789, présentation en ligne)